# Albert P. Morehouse
Albert Pickett Morehouse, född 11 juli 1835 i Delaware County, Ohio, död 23 september 1891 i Missouri, var en amerikansk demokratisk politiker. Han var Missouris viceguvernör 1885–1887 och guvernör 1887–1889.
Morehouse studerade juridik och inledde 1860 sin karriär som advokat i Missouri. Han deltog i amerikanska inbördeskriget som premiärlöjtnant i nordstatsarmén. Han var ledamot av Missouris representanthus 1877 och 1883.
Morehouse efterträdde 1885 Robert Alexander Campbell som Missouris viceguvernör. Guvernör John S. Marmaduke avled 1887 i ämbetet och efterträddes av Morehouse. Han efterträddes sedan 1889 i guvernörsämbetet av David R. Francis.
Morehouse begick 1891 självmord och gravsattes på Oak Hill Cemetery i Maryville.